# August Algueró i Dasca
August Algueró i Dasca (Barcelona, 1934 - 16 de gener de 2011) va ser un compositor, director d'orquestra, arranjador i pianista català. És fill d'August Algueró i Algueró.

## Biografia
Fill del compositor August Algueró i Algueró, August estudià al Conservatori de Barcelona, on als setze anys va guanyar el premi de virtuosisme amb el piano. Va començar estudis de Medicina, però no els va acabar. Com a músic va agafar popularitat en la música lleugera, ja que molts artistes de l'època cantaven cançons seves. És el cas de Raphael, Joan Manuel Serrat, Nino Bravo, Jaime Morey, Los Tres Sudamericanos, Los cinco Latinos o Ramon Calduch. Fou habitual en els festivals dels anys seixanta i primers setanta, com el de Benidorm, Rio de Janeiro, Eurovisió, Canción del Mediterráneo de Barcelona, OTI, en els quals participà com a compositor o director d'orquestra.
A partir de 1951 s'estrenà com a compositor de films. Fins al 1974 va escriure més d'un centenar de bandes sonores, entre les quals cal citar El Judas (1952), d'Ignasi Iquino, Usted puede ser un asesino (1961), de José Maria Forqué, Tómbola (1962), de Lluís Lucia, Tuset Street (1967), de Jordi Grau, etc. I els telefilms Historia de la frivolidad (1967), de Narciso Ibáñez Serrador, i El irreal Madrid (1969), guardonats, respectivament, als Festivals de Montreux i de Montecarlo, i la telesèrie La saga de los Rius (1976-1977). El 1961 es va casar amb Carmen Sevilla. El 1970 començà a compondre jingles publicitaris i sintonies de televisió. El 1995 va rebre la Medalla d'Or de l'Academia de las Artes y las Ciencias Cinematográficas.